# Капище
Ка́пище — в широком смысле книжный устаревший термин, означающий языческий храм; в узком смысле славянское языческое святилище, культовое место, где устанавливались идолы богов.

## Западные славяне

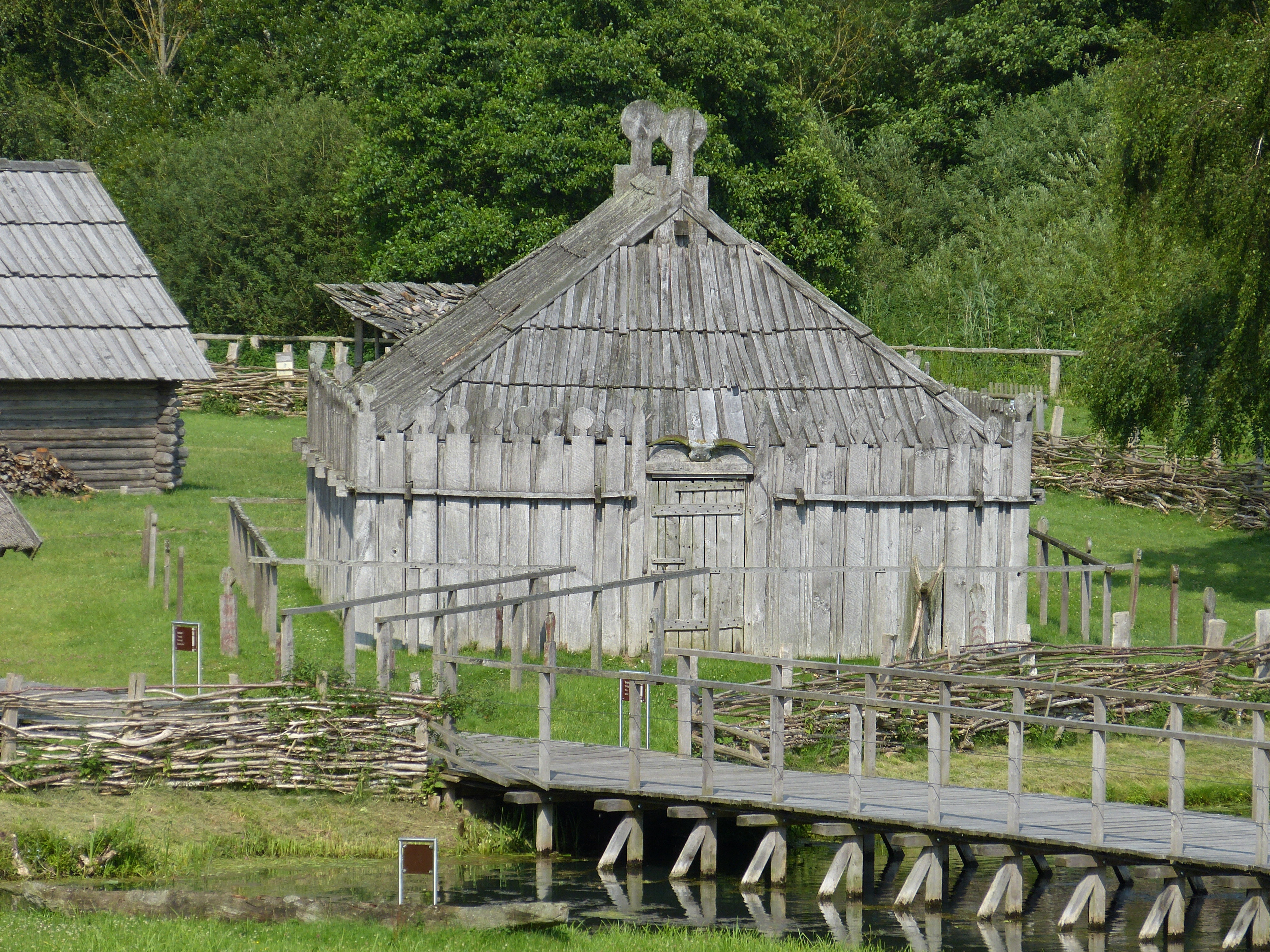
Реконструкция славянского святилища, Радоним, IX—X века, нынешняя Германия

У западных славян, в первую очередь балтийских, существовали храмовые архитектурные сооружения и скульптурные изваяния. В то же время существование славянских каменных храмов с куполами, упоминаемых некоторыми арабскими источниками, такими как Аль-Масуди, X век, не подтверждается другими источниками и принадлежат к числу литературных диковинок.
Самым изученным храмовым комплексом славян является деревянный храм в Радониме, в нынешней Германии. Храм представлял собой прямоугольное здание из вертикальных плах, которые были обшиты досками в форме антропоморфных фигур. Центральная часть здания была повреждена. В здании были найдены два копья, черепа зубра и шести коней.
Западноевропейские хронисты описывали храмы западных славян в Арконе и др. (остров Рюген), в Ретре — Ридегосте, где по описаниям существовал треугольный в плане город с тремя воротами и в священном лесу имелось святилище Сварожича, в Щецине и Волине, где было святилище Винета, на территории современной Польши. Археологические изыскания на этих местах не дали материала, по которому можно было быть осуществить детальную реконструкцию. Титмаром Мерзебургским в XI веке упоминается священная роща Шкейтбар, «Святой бор» к востоку от Лютцена в нынешней Германии, почитаемая славянами «как Бог». Данные святилища были уничтожены в ходе христианизации славянских земель.

## Восточные славяне
Языческие храмы восточных славян не известны ни по письменным источникам, ни по археологическим материалам. В отличие от западных славян, у восточных не сложились храмовые архитектура и скульптура.

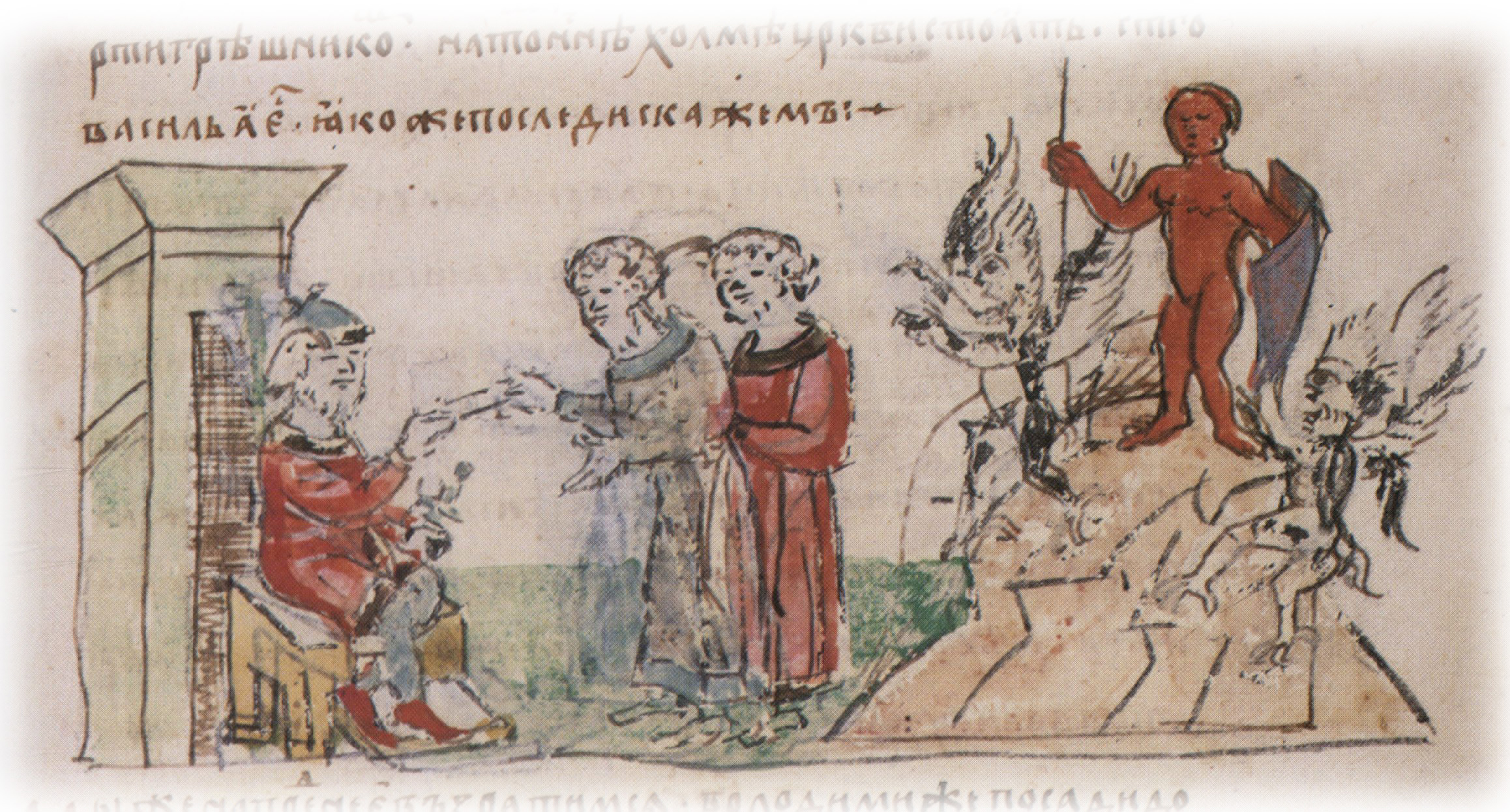
Княжение Владимира Святославича в Киеве; воздвигнутый по его повелению идол Перуна в окружении бесов. Миниатюра из Радзивилловской летописи, конец XV века

Единственное описание славянского языческого святилища в древнерусской литературе содержится в «Повести временных лет» (составленной в начале XII века) под 980 годом, где рассказано об установлении Владимиром Святославичем в Киеве на холме за пределами теремного дворца шести кумиров. Предполагается, что при Игоре Рюриковиче в середине X века идол Перуна располагался непосредственно во дворе княжеского терема.
В известии под 980 годом упомянуты установленные идолы Перуна, Хорса, Дажьбога, Стрибога, Симаргла и Мокоши:

И стал Владимир княжить в Киеве один и поставил кумиры на холме за теремным двором: деревянного Перуна с серебряной головой и золотыми усами, и Хорса и Даждьбога, и Стрибога, и Симаргла и Мокошь. И приносили им жертвы, называя их богами, и приводили своих сыновей, и приносили жертвы бесам, и оскверняли землю жертвоприношениями своими.
Оригинальный текст (церк.-сл.)И нача княжити Володимиръ въ Киевѣ одинъ и постави кумиры на холъму внѣ двора теремнаго: Перуна деревяна, а голова его серебряна, а усъ золот, и Хоръса, и Дажьбога, и Стрибога и Сѣмарьгла, и Мокошь. И жряхут имъ, наричуще богы, и привожаху сыны своя, и жряху бѣсомъ, и осквѣрняху землю требами своими.

Согласно «Повести временных лет», после принятия крещения в Корсуни Владимир в 988 году повелел низвергнуть, изрубить или сжечь деревянные идолы в Киеве. Идола Перуна спустили вниз по Днепру к речным порогам, за пределы Русской земли. Текст летописи об «изгнании» Перуна основывается на этикетном образце — рассказе об изгнании из Рима злодея Феврария, воплощения зимы, Февраля, в византийской Хронике Георгия Амартола, которая была одним из источников русских летописей. В то же время условия, в которых были найдены редкие языческие статуи на территории Руси, могут свидетельствовать об историчности обряда низвержении идолов, что относится к Збручскому идолу и каменной статуе, найденной при расчистке реки Шексны в районе древнерусского Белоозера.

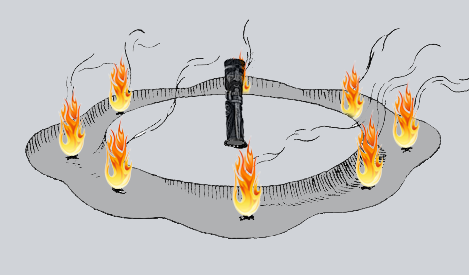
Языческое святилище в Перыни вблизи Новгорода по реконструкции археолога В. В. Седова

Основными источникам сведений о славянских языческих святилищах являются данные археологии. Однако учёные по-разному интерпретируют эти данные. Каменная вымостка, которая была обнаружена в результате ещё не совсем научных раскопок В. В. Хвойки в 1908 году и рассматривалась как капище Перуна или гипотетического божества Рода, а также шесть или пять выступов, предположительно предназначенные для идолов пантеона Владимира, найденные в 1975 году на Владимирской улице в подвале современного дома, лишены точной датировки и археологической документации, что делает невозможной их научную интерпретацию. Построения Б. А. Рыбакова в этом отношении, поддержавшего археологов П. П. Толочко и Я. Е. Боровского, «открывших» капище Владимира, в последнее время оспариваются. Судя по данным летописей, капище Перуна было и в Новгороде, на Перыни. Оно было предположительно обнаружено советским археологом В. В. Седовым, однако и его реконструкции на сегодняшний день вызывают большие сомнения. Из славянских святилищ, обнаруженных археологами, особо выделяют также Збручский культовый центр. В последнее время высказываются предположения, что функцию святилищ на Северо-Западе Руси могли выполнять сопки — сакральные памятники в виде насыпей над захоронениями. По крайне мере, сама насыпь чаще всего играла больше ритуальную функцию, чем погребальную. Остатки именно такого святилища могли быть обнаружены на Перыни. Перынь под Новгородом стала рассматриваться как место капища Перуна только поздними летописными и другими преданиями. Археолог В. В. Седов обнаружил на Перыни круглые ровики, имеющие следы огня и рассматривал эти находки как остатки святилища. Однако эта интерпретация подвергается сомнению, и находки могут быть остатками снивелированных сопок, погребальных насыпей. Археологи И. П. Русанова, Б. А. Тимощук предложили интерпретацию ряда памятников XI—XIII юго-западных окраин Киевской Руси как языческих городов-святилищ в ситуации предполагаемого «двоеверия», например, святилища у горы Богит и другие памятники на реке Збруч. Это понимание также носит дискуссионный характер. Найденные на этих городищах человеческие останки могут свидетельствовать о военном разгроме. Часть из них относится ко времени Монгольского нашествия. В этих локациях не обнаружены никакие культовые изображения, идолы. В нынешнем Звенигороде Тернопольской области культовым объектом мог быть опрокинутый камень, возможно, антропоморфная стела, что, предположительно, связано с ниспровержением идолов, применительно к Киеву описанным в летописи.
Массовыми культовыми сооружениями восточных славян являлись преимущественно погребальные курганы, которые были связаны с культом предков.
Отсутствие на Руси развитой языческой пластики и архитектуры объясняется незавершённостью государственных форм языческого культа. Так, князь Владимир Святославич вынужден был отказаться от своего синкретического пантеона через несколько лет после того, как утвердил его в Киеве.

## Христианский период
В ходе христианизации государством и церковью в первую очередь уничтожились идолы и святилища. Эти разрушения получали форму поругания «ложных», бесовских святынь.
В письме митрополита Макария Ивану Грозному (1534) сообщается, что «скверные мольбища идольские сохранялись и до царства великого князя Василия Ивановича», а также, что в качестве мольбищ используются «лес и камни и реки и болота, источники и горы и холмы, солнце и месяц и звёзды и озера».